# Prince of Persia: Harem Adventures
| Иноязычные издания | Иноязычные издания |
| Издание            | Оценка             |
| ------------------ | ------------------ |
| AllGame            | [ 1 ]              |
| IGN                | 8,5 / 10           |

Prince of Persia: Harem Adventures — игра на платформе Java ME в стиле action, выпущенная компанией Gameloft в 2003 году.

## Сюжет
Действие игры происходит в Персии. В отсутствие султана визирь похитил всех его 7 жён. Султан отправил протагониста на их поиски. Игроку нужно пройти семь уровней, в конце каждого удаётся освободить одну из жён.